# 安亜希子
安 亜希子（やす あきこ、1982年11月13日 - ）は、日本の女優。茨城県ひたちなか市出身。ウォーターブルー所属。身長161cm。血液型はO型。

## 略歴・人物
看護師国家資格、公認心理師国家資格(臨床心理学修士）を保有。

## 出演

### テレビドラマ
- 塚原卜伝 ＃3（2011年、NHK-BS） - 女中3役
- 陽だまりの樹（2012年、NHK-BS） - 女中。お道（準レギュラー）役
- ドラマ10/はつ恋 ＃10（2012年、NHK） - 外回りの看護婦役
- BSプレミアム　そこをなんとか ＃3（2012年、NHK） - 看護師役
- 酔いどれ小藤次 ＃3/4（2013年、NHK-BS） - 万八楼の女中役
- Mr.サンデー（2013年、フジテレビ） - 夫婦役
- 連続テレビ小説/花子とアン（2014年、NHK） - 女給役
- 玉の輿に乗ったのにその後どん底に落ちた女たちSP（2014年、テレビ朝日） - 伊藤咲子本人（青年期）役
- 世界ナゼそこに?日本人（2014年、テレビ東京） - アルゼンチン編/継母役
- テレビ東京開局 50 周年記念特別企画 松本清張原作 松本清張 黒い画集-草-（2015年、テレビ東京） - 看護師役
- Dr.倫太郎（2015年、日本テレビ） - 救命の看護婦役
- 妖ばなし（2017年、TOKYO MX） - 菅原明子役
- 水曜ミステリー9
  - 「Dr門倉周平の事件カルテ」（2012年） - 看護師役
  - 「偽証法廷」（2012年） - 陪審員役
  - 「検事・沢木正夫2 公訴取消し」（2014年） - 柳田房江役
  - 「弁護士水木邦夫 残り火」（2014年） - 女性記者役
  - 「嫌われ監察官 音無一六〜警察内部調査の鬼〜」（2016年） - 稲村朋美 役
  - 「喪失の儀礼」（2016年）

### CM
- セブン-イレブン「仮面ライダーフォーゼスタンプラリー」（2011年） - 母親役

### 映画
- ちちり ～蒼～（いまおかしんじ監督/2009年） - 金原智子役
- ちちり ～哀～（窪田将治監督/2009年） - 佐々木あかり役
- ちちり ～現～（五十嵐匠監督/2009年） - 高木好子役
- ちちり ～盗～（細野辰輿監督/2009年） - 高木好子役
- おんなの河童（いまおかしんじ監督/2010年） - お魚工場従業員役
- 父と登る（2010年） - 佐伯友里役
- CRAZY-ISM クレイジズム（窪田将治監督作品/2011年．4） - 野間美奈役[2]
- プレイバック（2012年） - 看護師役
- リタイヤ☆キング（2012年） - ヒロイン役
- 骨の奥　山嵜晋平監督（2012年） - ヒロ役
- 影を追う人（第12期フィクションコース高等科修了制作、佐藤純子監督） - 響子役
- スケアリー・モンスターズ（第11期フィクションコース高等科修了制作、谷脇邦彦監督） - リコピン先生役
- 人生を変えよう（2012年、細野辰興監督） - 緑役
- プリンの味（2013年） - 星野先生役
- ひきこさんの懺劇（2013年） - 望月わかば役
- 山守クリップ工場の辺り（2013年） - 妙子役
- kokyo（2014年） - アキ役
- 霧の中の分娩室（2014年） - 看護師：高橋役
- 太陽からプランチャ（窪田将治監督/2014年） - 長崎役
- 八芳園（2014年）
- 恋文X（2014年） - ゆり役
- 恋のプロトタイプ（2014年） - コンビニの客役
- ひ・き・こ降臨（2014年）
- 東京藝術大学院映画選考作品「祭りのはじまり」（2015年） - 廣田珠子役
- D坂の殺人事件（2015年/窪田将治監督）

### DVD
- 「not found2」（2011年） - 投稿者役
- 「not found3/子犬の餌やり」（2011年） - 子犬？役
- 「not found5～ネットから削除された禁断動画」（2012年） - カップル女＆白装束の女
- 「ヒトコワ2/共通の趣味」（2013年） - 女役

### モデル
- 株式会社良品計画（無印良品）フィッティングモデル・ネットカタログ（2004年～）
- 株式会社イトキンフィッティングモデル（2010年～）
- アメリカンエキスプレス中国元広告（2010年）

### VP
- ㈱サンリス「smoke」（2010年） - 看護師役